# Mancoa rollinsiana
Mancoa rollinsiana är en korsblommig växtart som beskrevs av Graciela Calderón. Mancoa rollinsiana ingår i släktet Mancoa och familjen korsblommiga växter. Inga underarter finns listade i Catalogue of Life.